# Evangelisch-Lutherisches Dekanat Donau-Ries
Das Evangelisch-Lutherische Dekanat Donau-Ries ist einer der achtzehn Dekanatsbezirke des Kirchenkreises Schwaben-Altbayern. Bis zu dessen Fusion gehörte es dem Kirchenkreis Augsburg an. Der Dekanatsbezirk, zu dem rund 30.000 Mitglieder gehören, wird von Dekan Frank Wagner geleitet. Das Dekanat Donau-Ries geht aus den im Januar 2025 fusionierten ehemals drei Dekanate im Landkreis Donau-Ries (Donauwörth, Nördlingen und Oettingen) hervor und ist deckungsgleich mit dem Landkreis Donau-Ries.

## Geographie
Das Gebiet des Dekanatsbezirks ist weitestgehend deckungsgleich mit dem des Landkreises Donau-Ries.

## Geschichte

### Pfarreien und Kirchengemeinden
Die Pfarreien und Kirchengemeinden können bis auf die Diasporagemeinden Wemding und Rain (gegründet 1925) auf eine lange evangelische Tradition seit der Reformationszeit zurückblicken. Die treibende Kräfte in der Reformation waren die Reichsstadt Nördlingen und die Grafen und späteren Fürsten von Oettingen-Oettingen. Auch die Reichstadt Donauwörth unterstützte die Reformation. In  Folge des sogenannten Kreuz- und Fahnengefecht wurde die Stadt jedoch mit der Reichsacht versehen und von Herzog Maximilian von Bayern in bayerischen Pfandbesitz umgewandelt. Unter Missachtung der Reichsfreiheit der Stadt und des Augsburger Religionsfriedens wurde die Stadt durch Jesuiten rekatholisiert. Erst im Jahr 1860 wurde wieder eine evangelische Gemeinde in Donauwörth gegründet.

#### Das Haus Oettingen

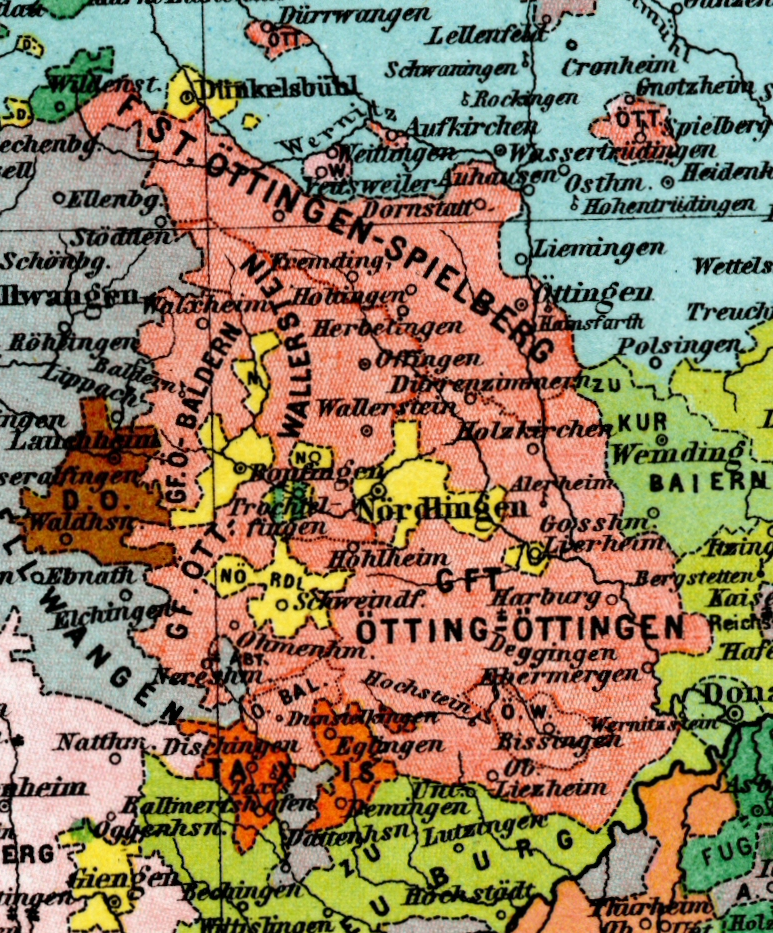
Die Grafschaften Oettingen

Seit etwa 1140 nennt sich ein edelfreies Geschlecht nach dem bis dahin unbedeutenden Dorf Oettingen am Riesrand. Bereits im selben Jahrzehnt führen sie den Grafentitel. Über Jahrhunderte konnte das Geschlecht derer von Oettingen bis zum Übergang an Bayern 1806 eine fast geschlossenes Territorium im Riesraum erwerben.
Es fanden immer wieder Erbteilungen und Gebietszusammenführungen statt. Im Jahr 1410 fand eine sehr weit reichenden Teilung der Gesamtgrafschaft in die Linien Oettingen, Spielberg und Wallerstein statt. 1493 wurde das Spielberger Drittel aufgeteilt und die beiden Linien Oettingen-Oettingen und Oettingen-Wallerstein endgültig begründet. Oettingen-Oettingen beherrschte im Wesentlichen das östliche Ries sowie die nördlichen und südlichen Riesränder. Nach dem Tod von Wolfgang I. fand eine Aufteilung dieser Gebiete unter den Söhnen Karl Wolfgang und Ludwig XV. von Oettingen statt. Beide Brüder wandten sich der Reformation zu und säkularisierten die Klöster in ihrem Herrschaftsgebiet. Ihr Vetter Martin von Wallerstein hielt am katholischen Glauben fest.

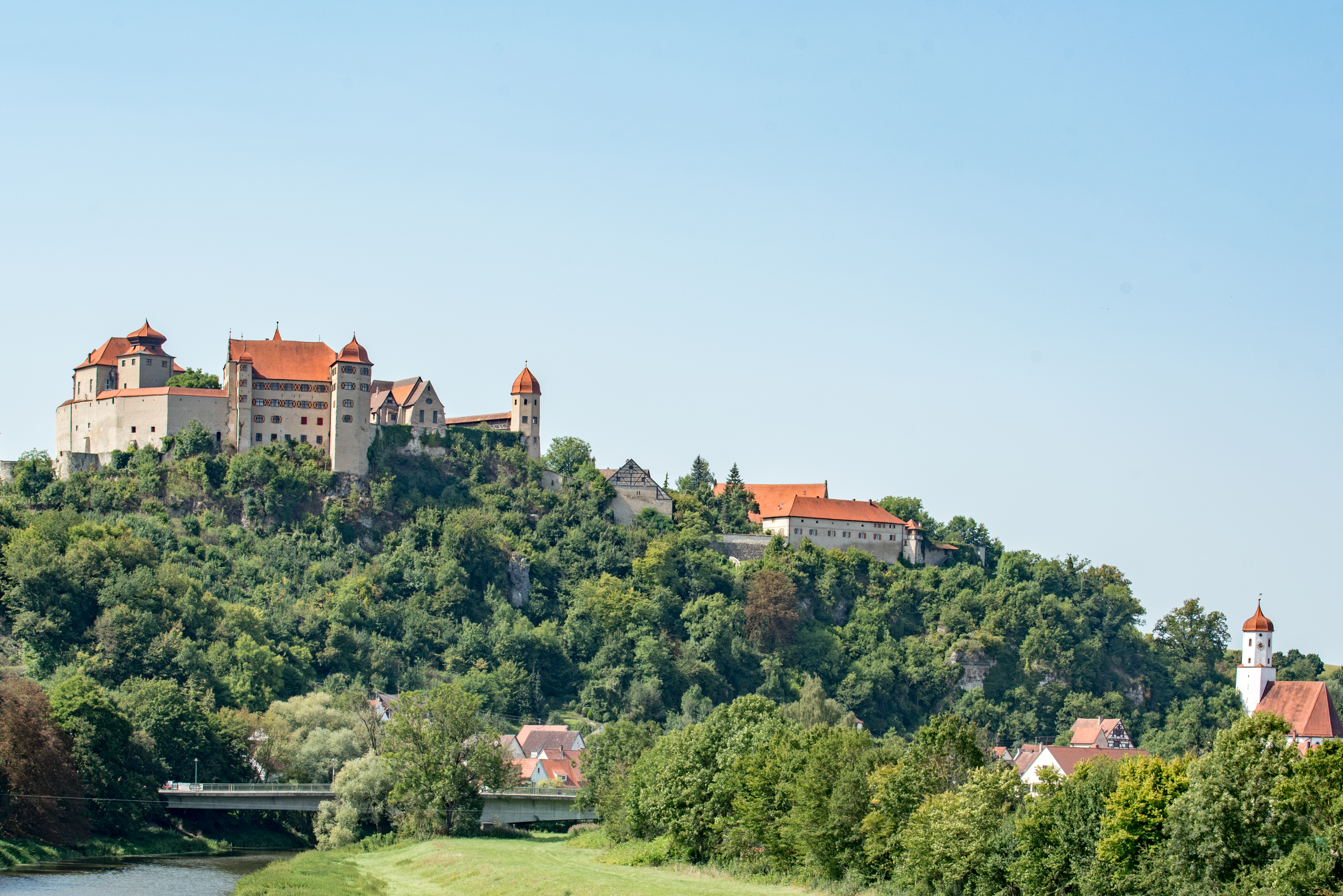
Harburg: Hier lagen die Anfänge der Reformation in der Grafschaft Oettingen.

Graf Karl Wolfgang begeisterte sich früh für die Lehre Martin Luthers. Da er zusammen mit seinem Bruder Ludwig XV. über die Grafschaft Oettingen regierte, führte Karl Wolfgang in seinen Gebieten südlich der Eger die Reformation durch. An seine Residenz, der Burg Harburg, holte er 1524 als Hofprediger Paul Warbeck. Dieser hatte in Wittenberg Theologie studiert und war im Nördlinger Karmeliterkloster ein Konventsbruder von Kaspar Kantz.  Die Schlosskirche St. Michael war somit die erste evangelische Predigtstätte im Ries.
1539, nach dem Bauernkrieg, berief Karl Wolfgang eine Synode in Harburg ein, auf der alle Pfarrer seiner Grafschaft über den evangelischen Glauben diskutierten und schließlich wurde die Augsburger Konfession eingeführt. Sein Bruder Ludwig XV. tat ihm dies nach längerem Zögern in Alerheim gleich.
In dem Teil des Rieses, der Ludwig XV. von Oettingen unterstand, wurde der Lutherschüler Georg Karg mit der Durchführung der Reformation beauftragt. Für Oettingen als Residenzstadt bedeutet dies in der Folge, dass die Straßenseiten konfessionell geteilt waren. Da neben Ludwig XV. auch sein Vetter Martin von Wallerstein je zur Hälfte einen Anteil an der Stadt zustand.
Nach dem Augsburger Religionsfrieden wurde durch Graf Ludwig XVI. zu Oettingen eine eigene Landeskirche aufgebaut mit eigenem Gesangbuch und Kirchenordnung. Der Status einer Landeskirche blieb Oettingen bis 1806 erhalten.

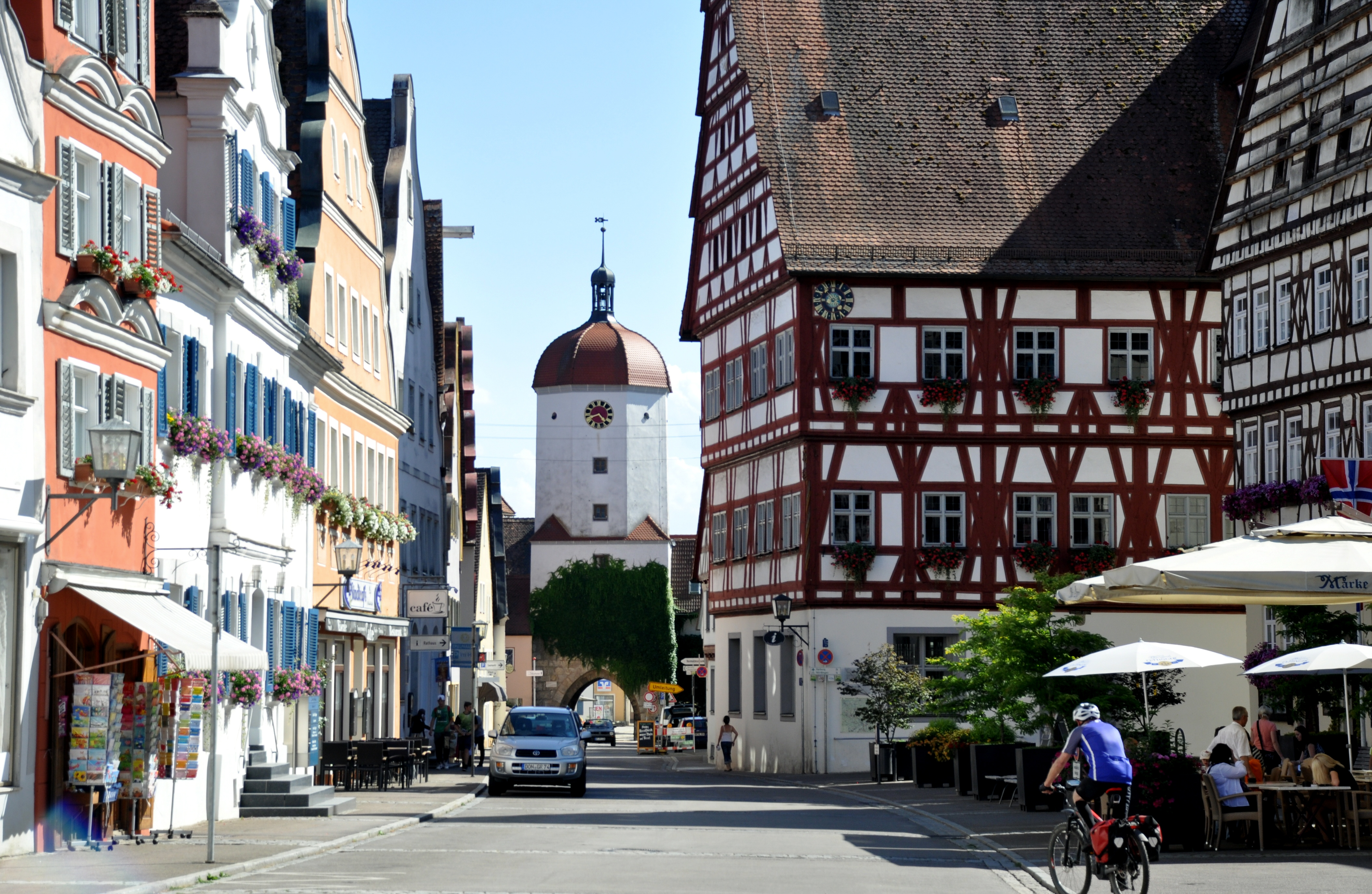
Oettingen: Residenzort der gleichnamigen Grafschaft. Die konfessionelle Spaltung findet heute noch Ausdruck in den unterschiedlichen Bauweisen der beiden Straßenzüge.

In der Grafschaft Oettingen-Oettingen wurde in folgenden Orten die Reformation eingeführt:
1530 Alerheim, 1555 Appetshofen, um 1540 Brachstadt (bestritten durch Kloster Kaisheim, erst 1667 vollständig ev.), 1539/1563 Bühl im Ries, 1540 Ebermergen, 1524/1539 Harburg, 1524/1539 Heroldingen, 1539 Großsorheim, 1558 Kleinsorheim, 1539 Mauren, 1557 Mönchsdeggingen (Kloster gehört Oettingen-Wallerstein und bleibt bestehen), 1555 Oppertshofen, 1558 Rudelstetten, 1540 Schaffhausen, 1557 Untermagerbein und 1610 Wörnitzostheim.
1528 Auhausen, 1539 Dornstadt, um 1540 Heuberg, 1539 Holzkirchen, 1550 Munningen (Oettingen-Oettinger Hälfte), 1540 (bis 1549) und 1598 Schopflohe. In Oettingen wurde 1539 die Reformation eingeführt. Nach mehrfachem Wechsel wurde 1563 eine katholische Pfarrei errichtet und St. Jakob endgültig evangelisch-lutherisch.
1531 Aufhausen, 1539 Forheim, 1556 Unterringingen, 1543 Balgheim, 1540 Deiningen (1548 Teilung in ev. und kath. Ortsteil), 1546 Ederheim, 1536 Ehringen, 1539 Fessenheim, 1539 Großelfingen, 1543 Hohenaltheim, 1555 Hürnheim, 1538 Löpsingen, 1558 Möttingen, 1539 Pfäfflingen, 1557 Schmähingen.

#### Reichsstadt Nördlingen

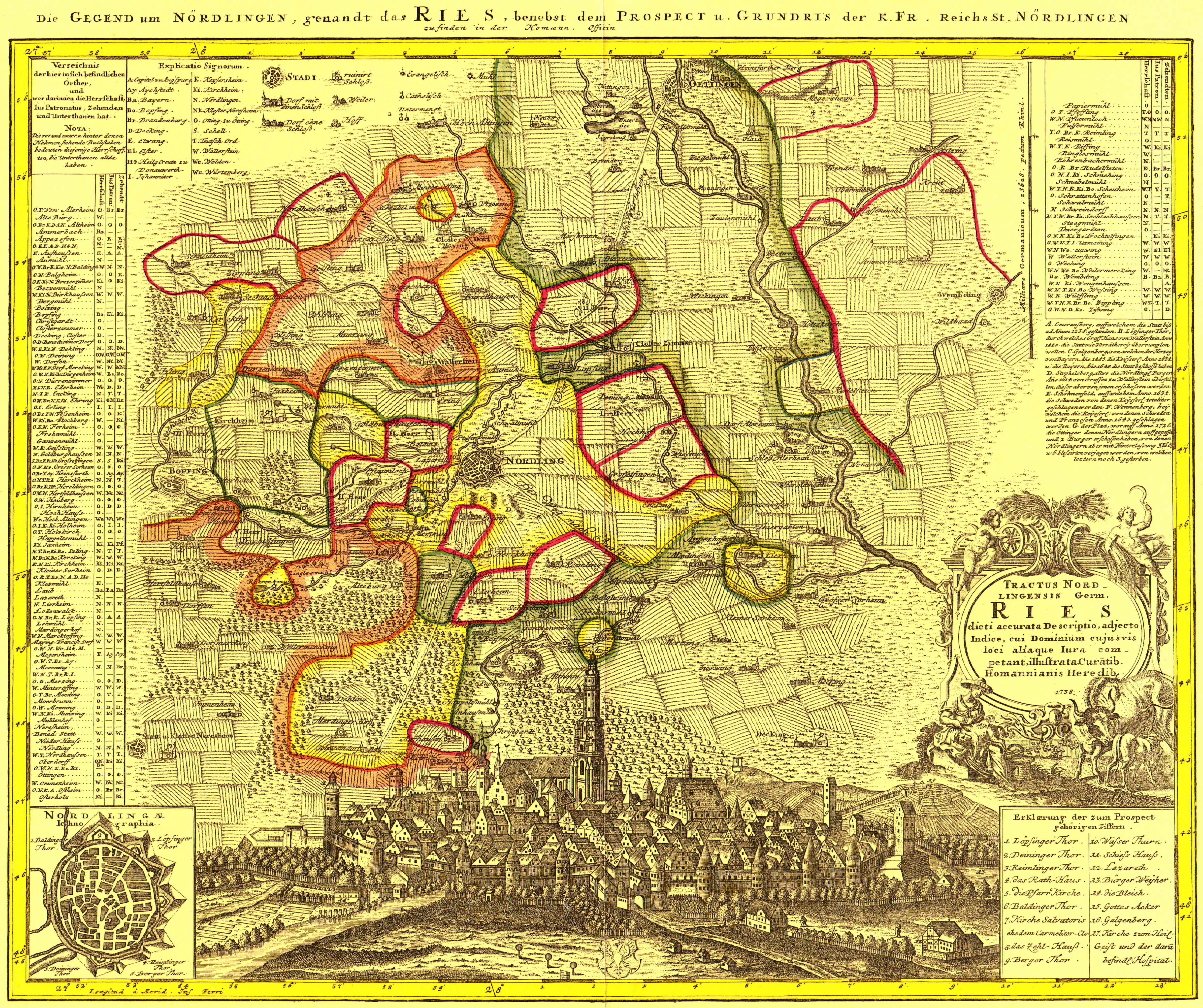
Die Gegend um Nördlingen (1738)

Der Karmeliterprior Kaspar Kantz führt in St. Salvator 1522 deutsche Messen ein, die aber 1523 wieder eingestellt wurden. Die Stadt hatte den reformatorisch gesinnten Prediger Theobald Billicanus eingestellt. Es entwarf eine neue Gottesdienstordnung, die am 13. Februar 1525 in Kraft trat. In diesem Jahr konnte die Stadt auch das Kirchenpatronat erwerben. Mit Billicanus kam es in der Folgezeit immer wieder zum Streit über das richtige Bekenntnis und Billicanus wurde zum 19. Mai 1535 auf eigenen Wunsch entlassen. Die neue Kirchenordnung wurde von Kaspar Kantz erstellt und am 15. Mai 1538 in Kraft gesetzt. Am 23. Februar 1548 wurde die volle Reformation nach Nürnberger Ordnung vom Rat beschlossen. Die Reformation wurde durch die Reichsstadt Nördlingen in folgenden Orten eingeführt: Nördlingen, Baldingen, 1543 Goldburghausen, Herkheim (erfolgreiche Gegenreformation 1597), 1541 Lierheim, 1543 Nähermemmingen, Pflaumloch (erfolgreiche Gegenreformation 1605) und 1535 Schweindorf. Goldburghausen und Schweindorf liegen heute im Kirchenbezirk Aalen.

#### Reichsstadt Donauwörth

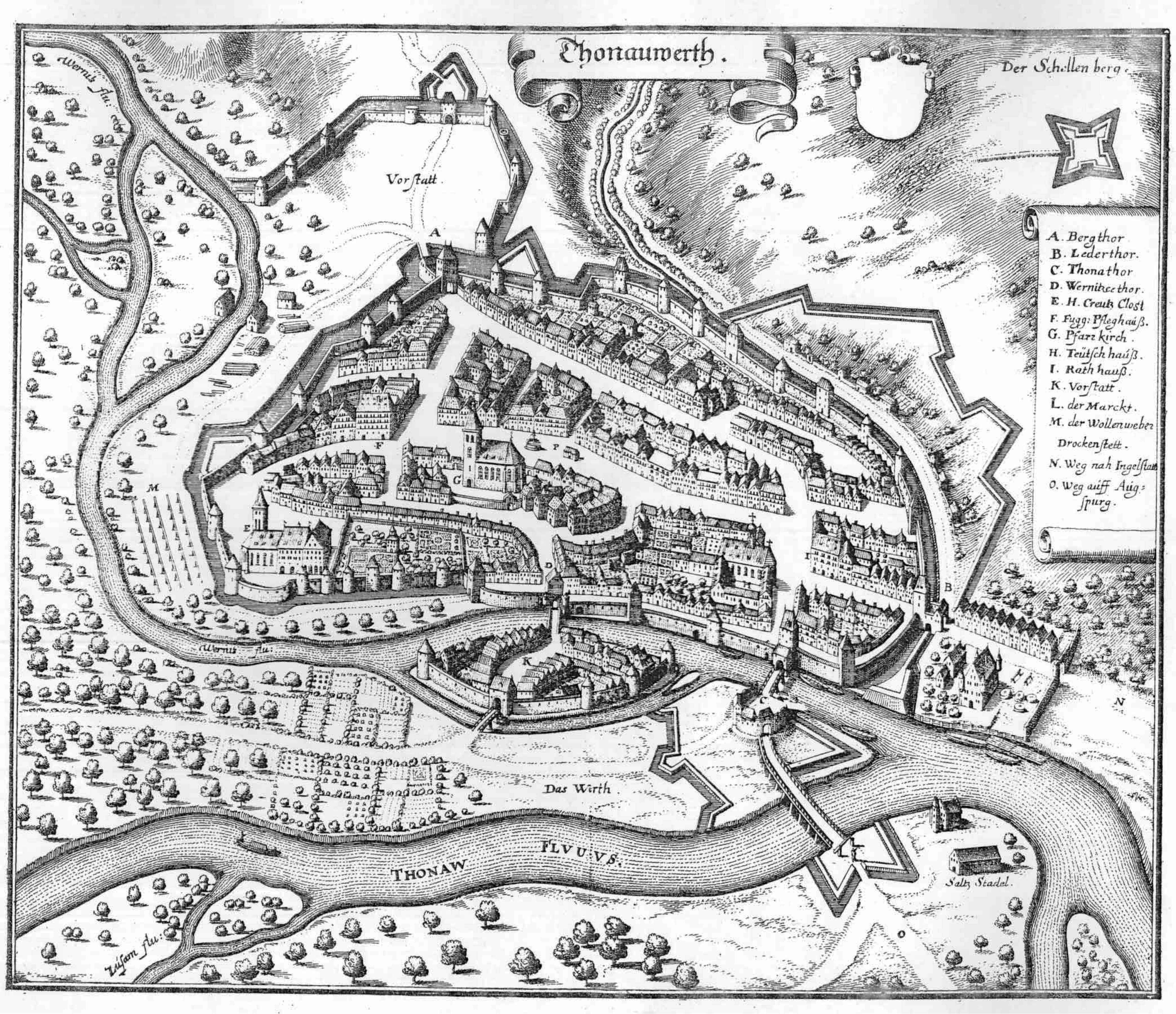
Donauwörth 1657 aus Merian, Topographia Germaniae

In der Reichsstadt Schwäbisch-Wörth (heute: Donauwörth) wurde 1544 erstmals mit Wolfgang Mäußlin gen. Musculus ein evangelischer Prediger bestellt. Ende des 16. Jahrhunderts waren nur noch die Angehörigen des Klosters Heilig Kreuz katholisch. Ab 1600 nahmen die gegenseitigen Provokationen zwischen Stadt und Kloster zu. Nach dem Kreuz- und Fahnengefecht in den Jahren 1606 und 1607 wurde am 3. August 1607 die Reichsacht über die Stadt erklärt. Woraufhin der bayerische Herzog Maximilian I. im November des Jahres mit einer übermächtigen Streitmacht auftauchte und die Stadt dauerhaft in Pfandbesitz nahm, was einer Annektierung entsprach. Unter Missachtung der Reichsfreiheit der Stadt und des Augsburger Religionsfriedens wurde die Stadt durch Jesuiten rekatholisiert. Erst im Jahr 1860 wurde wieder eine evangelische Gemeinde gegründet.

### Dekanat

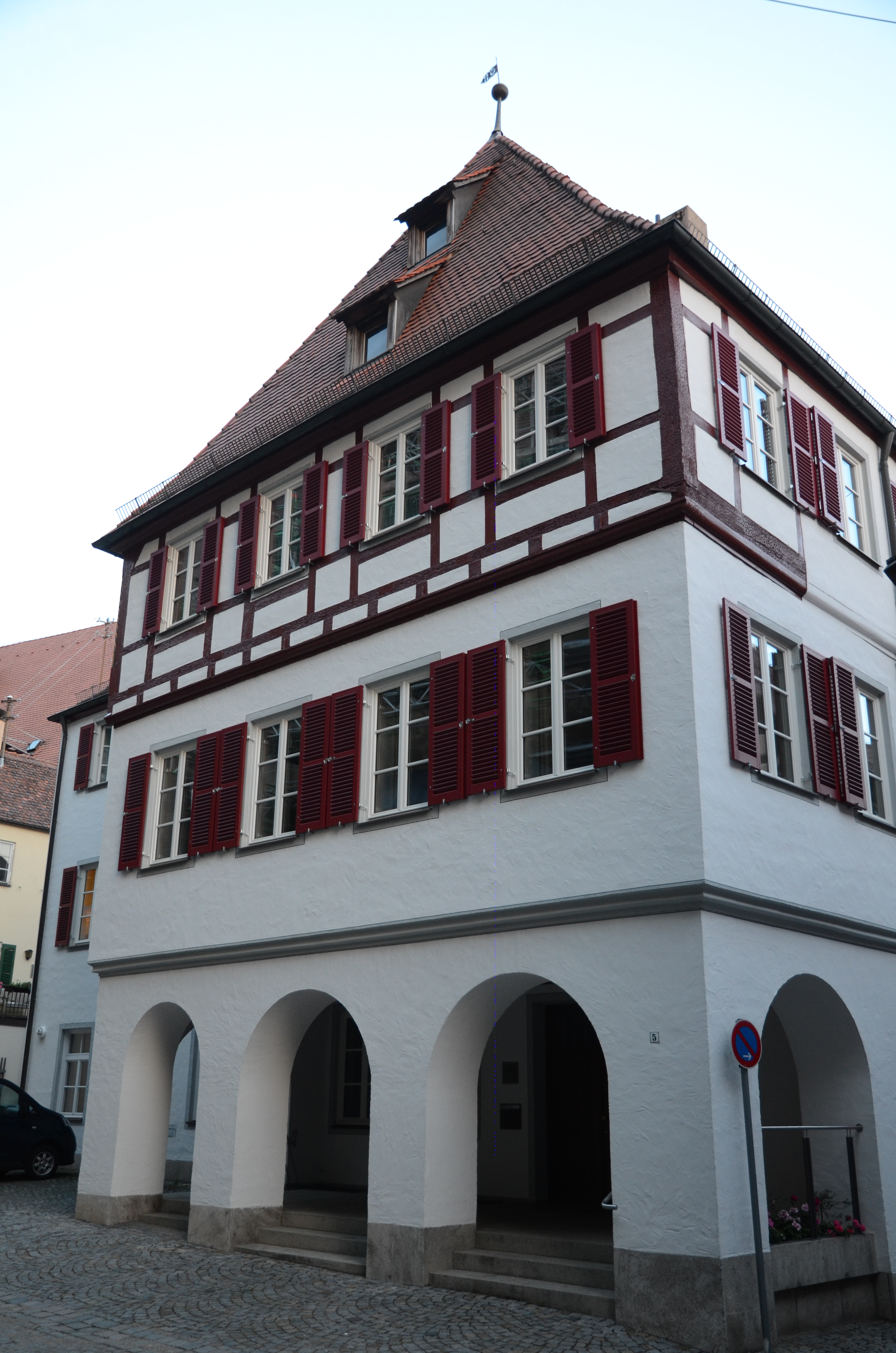
Dekanatsgebäude

Zum 1. Januar 2025 sind die ehemaligen Dekanatsbezirke Donauwörth, Nördlingen und Oettingen im neuen Dekanat Donau-Ries aufgegangen. Bereits 2020 hatten die ehemals drei Dekanate, mit Hinblick auf die Landesstellenplanung, einen Kooperationsausschuss gegründet. Dieser sollte Synergieeffekte auszuloten und Kräfte bündeln. Dazu wurden „Regionen“ gebildet, die unter anderem Pfarreigrenzen und soziale Überschneidungsareale berücksichtigten.
Am 12. Januar 2025 wurde die Neugründung mit einem Festgottesdienst in der St. Georgskirche in Nördlingen gefeiert. Hierbei ist Frank Wagner als Dekan des neuen Dekanates Donau-Ries durch Landesbischof Christian Kopp eingeführt worden.

## Kirchengemeinden
Insgesamt umfasst der Dekanatsbezirk Donau-Ries 51 Kirchengemeinden. Diese gliedert sich in folgende Regionen:

### Region Nord
- Pfarrei Auhausen
  - Kirchengemeinde Auhausen, Klosterkirche
  - Kirchengemeinde Dornstadt, St. Nikolaus
- Pfarrei Lehmingen
  - Kirchengemeinde Lehmingen, St. Martin
  - Kirchengemeinde Steinhart, St. Peter und Paul
- Pfarrei Ehingen am Ries
  - Kirchengemeinde Ehingen, St. Stefanus
  - Kirchengemeinde Heuberg, St. Bartholomäus
  - Kirchengemeinde Schopflohe, St. Sixtus
- Pfarrei Oettingen
  - Kirchengemeinde Oettingen, St. Jakob
- Pfarrei Ehringen-Wallerstein
  - Kirchengemeinde Ehringen, St. Oswald
  - Kirchengemeinde Wallerstein, Versöhnungskirche
- Pfarrei Löpsingen
  - Kirchengemeinde Löpsingen, St. Michael
  - Kirchengemeinde Pfäfflingen, St. Georg
- Pfarrei Dürrenzimmern
  - Kirchengemeinde Dürrenzimmern, St. Gallus
  - Kirchengemeinde Munningen, Friedenskirche
  - Kirchengemeinde Schwörsheim, St. Leonhard
- Pfarrei Wechingen
  - Kirchengemeinde Wechingen, Untere Pfarrei St. Moritz (1738), Obere Pfarrei St. Veit (1735)
  - Kirchengemeinde Holzkirchen, St. Peter und Paul

### Region West
- Pfarrei Nähermemmingen
  - Kirchengemeinde Nähermemmingen, Marienkirche
  - Kirchengemeinde Baldingen, St. Gallus
- Pfarrei Nördlingen
  - Kirchengemeinde Nördlingen, St. Georg
- Pfarrei Ederheim
  - Kirchengemeinde Ederheim, St. Oswald und Christgarten, St. Peter
  - Kirchengemeinde Hürnheim, St. Veit
- Pfarrei Schmähingen
  - Kirchengemeinde Schmähingen, Marienkirche
  - Kirchengemeinde Hohenaltheim, St. Johannes der Täufer
- Pfarrei Aufhausen
  - Kirchengemeinde Aufhausen, St. Martin
  - Kirchengemeinde Forheim, St. Margarete
  - Kirchengemeinde Unterringingen, St. Laurentius

### Region Mitte
- Pfarrei Deiningen
  - Kirchengemeinde Deiningen, Erlöserkirche
  - Kirchengemeinde Fessenheim, St. Stephanus
- Pfarrei Alerheim
  - Kirchengemeinde Alerheim, St. Stephan
  - Kirchengemeinde Bühl, St. Maria
  - Kirchengemeinde Rudelstetten, St. Ulrich
  - Kirchengemeinde Wörnitzostheim, St. Maria und Anna
- Pfarrei Wemding
  - Kirchengemeinde Wemding, Christuskirche
- Pfarrei Balgheim
  - Kirchengemeinde Balgheim, St. Ägidius
- Pfarrei Möttingen
  - Kirchengemeinde Grosselfingen, St. Peter und Paul
  - Kirchengemeinde Enkingen, St. Jodokus
  - Kirchengemeinde Möttingen, St. Georg
- Pfarrei Heroldingen
  - Kirchengemeinde Heroldingen, St. Martin
  - Kirchengemeinde Appetshofen, St. Jakobus
- Pfarrei Kleinsorheim-Großsorheim
  - Kirchengemeinde Kleinsorheim, St. Andreas
  - Kirchengemeinde Großsorheim, St. Gallus
- Pfarrei Harburg
  - Kirchengemeinde Harburg, St. Barbara und Schlosskirche St. Michael
  - Kirchengemeinde Schaffhausen, St. Lorenz
- Pfarrei Mönchsdeggingen
  - Kirchengemeinde Mönchsdeggingen, St. Georg
  - Kirchengemeinde Untermagerbein, St. Nikolaus

### Region Süd
- Pfarrei Donauwörth
  - Kirchengemeinde Donauwörth, Christuskirche
  - Kirchengemeinde Asbach-Bäumenheim, Heilig-Geist-Kirche
- Pfarrei Ebermergen
  - Kirchengemeinde Ebermergen, St. Peter und Paul,
  - Kirchengemeinde Mauren, St. Walburga
- Pfarrei Oppertshofen-Brachstadt
  - Kirchengemeinde Oppershofen, St. Blasius
  - Kirchengemeinde Brachstadt, Maria-Magdalena-Kirche
- Pfarrei Rain am Lech
  - Kirchengemeinde Rain am Lech, St. Michael